# یواس‌اس اس‌سی-۳۵
یواس‌اس اس‌سی-۳۵ (به انگلیسی: USS SC-35) یک زیردریایی بود که طول آن ۱۱۰ فوت (۳۴ متر) بود. این زیردریایی در سال ۱۹۱۸ ساخته شد.